# Johannes Torrentius

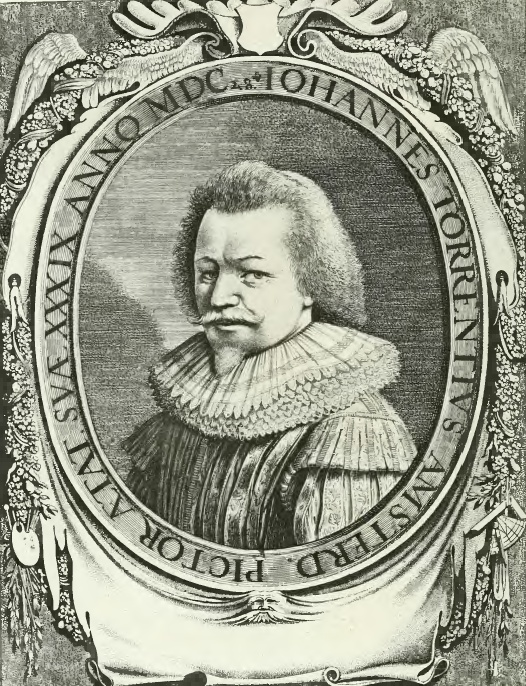
Anoniem. Portret van Johannes Torrentius op 39-jarige leeftijd. 1628.

Johannes Torrentius, latinisering van Johannes Symoonisz. van der Beeck, ook Jan Simonsz. van der Beeck of Jan Symonsz. Torrentius genoemd (Amsterdam, 1588 of 1589 - begraven aldaar, 17 februari 1644), was een Nederlands kunstschilder, behorend tot de Hollandse School.

## Levensloop
Hij wordt vermeld in 1612, toen hij in Amsterdam in het huwelijk trad. Later verhuisde hij naar Haarlem. Hij was berucht om wat beschouwd werd als een liederlijke levenswijze. Hij was een trouw bezoeker van dronkemansgelagen in herbergen in Amsterdam, Haarlem, Leiden, Den Haag en Delft, waarbij getrouwde vrouwen niet veilig voor hem waren. Uit inventarislijsten uit zijn tijd blijkt dat hij veel naakten schilderde en een voorkeur had voor macabere onderwerpen. Hij schuwde seksuele provocaties niet, zoals een schilderij van een vrouw die urineert in het oor van een man.
De schout van Haarlem deed hem een proces aan. Hij werd vanwege het erotische karakter van veel van zijn taferelen en misschien ook vanwege zijn uitbundige levensstijl beschuldigd van anabaptisme, davidjorisme en lidmaatschap van de rozenkruisers, een beweging die door het Hof van Holland werd vervolgd. Hij ontkende lid te zijn van zo'n sekte, ook tijdens de martelingen waaraan hij tijdens het proces onderworpen werd. Twee puriteinse dominees in Haarlem, Gideon Sonnevelt en Henricus van der Linden, schrokken er niet voor terug getuigen om te kopen en getuigenissen op te rakelen van wel 15 jaar oud. In 1627 werd hij veroordeeld tot 20 jaar gevangenisstraf. Ook verbrandde de beul alle schilderijen die hij van de veroordeelde kon vinden.
De Leeuwarder apotheker en latere onderkoopman Jeronimus Cornelisz van het VOC-schip Batavia, een aantal jaren woonachtig in Haarlem, vertrok daar vlak na het proces tegen Torrentius. Vermoed wordt dat hij deel uitmaakte van de kringen rondom de schilder.
Door inmenging van stadhouder Frederik Hendrik van Oranje, de ambassadeur van Oostenrijk en koning Karel I van Engeland – bewonderaars van zijn werk – kreeg Torrentius na twee jaar pardon op voorwaarde dat hij het land definitief verliet. Hij werd hij naar Engeland gehaald als hofschilder, maar zijn productie bleef beperkt, wat te maken had met zijn intensieve werkwijze en misschien ook met het feit dat hij nooit geheel herstelde van de tortuur. In de woelige laatste regeringsjaren van Karel I verloor hij zijn koninklijk pensioen en keerde hij clandestien terug naar Amsterdam. Hij werd er opnieuw aangehouden en gemarteld. Blijkbaar stierf hij berooid maar in vrijheid terwijl hij bij zijn moeder woonde.

## Werk
Van Torrentius bestaat nog één stilleven uit 1614 (afgezien van een aquarel uit 1615 in een vriendenboek), nadat zijn werken in Haarlem in opdracht van de beul waren verbrand. Werken van hofschilder Torrentius die zich mogelijk bevonden in het kunstbezit van Karel I van Engeland, zijn spoorloos sinds diens onthoofding in 1649. Dat geldt dus ook voor het schilderij Jezus met de Farizeeën en de overspelige vrouw dat Torrentius in Londen maakte, waarop hij de hoofdschuldigen aan zijn vervolging zou hebben afgebeeld in de gedaanten van de sinistere figuren der Farizeeën.

## Stilleven met glas, kan, kruik en breidel

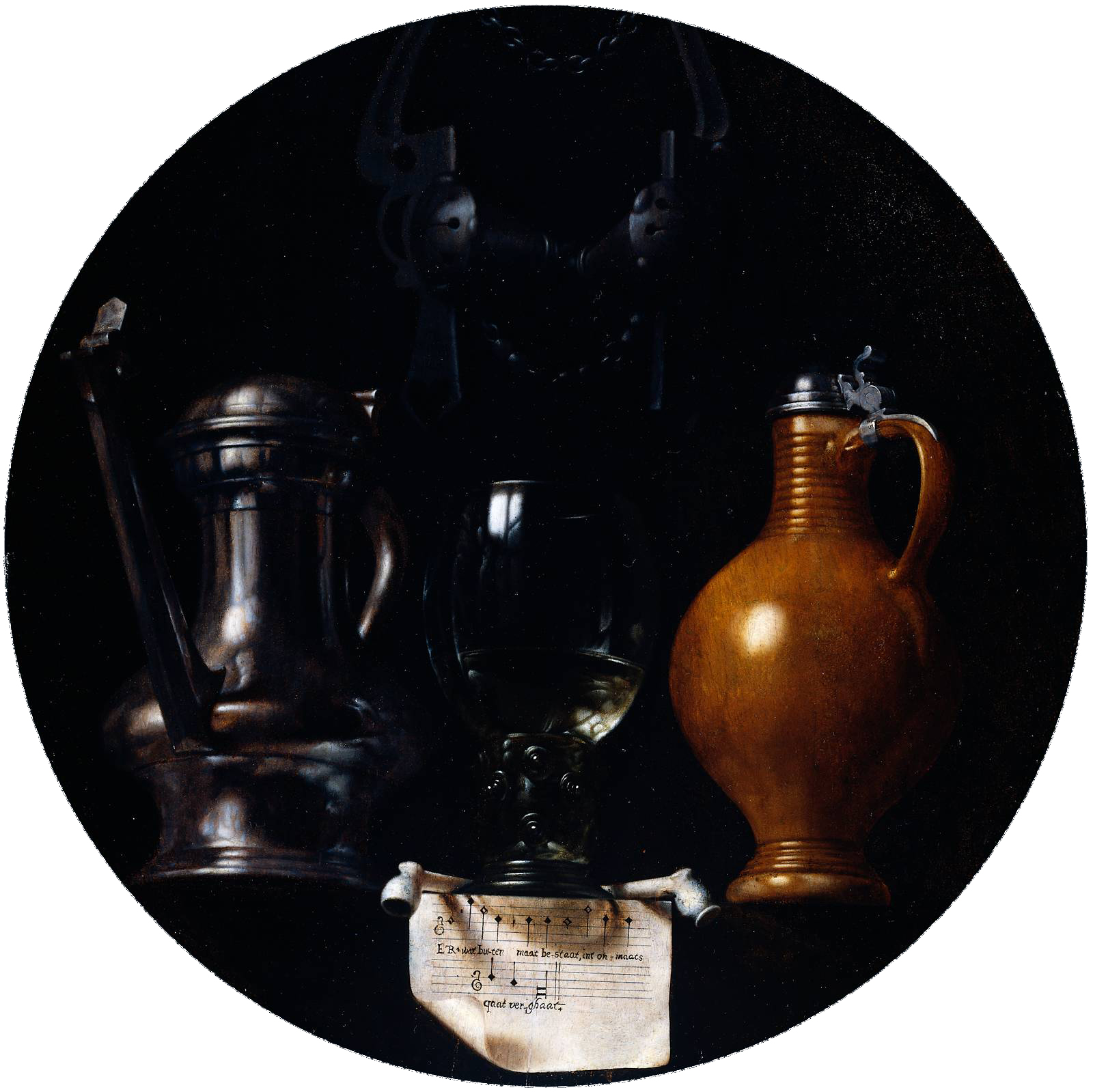
Emblematisch stilleven met kan, glas, kruik en breidel, Rijksmuseum.

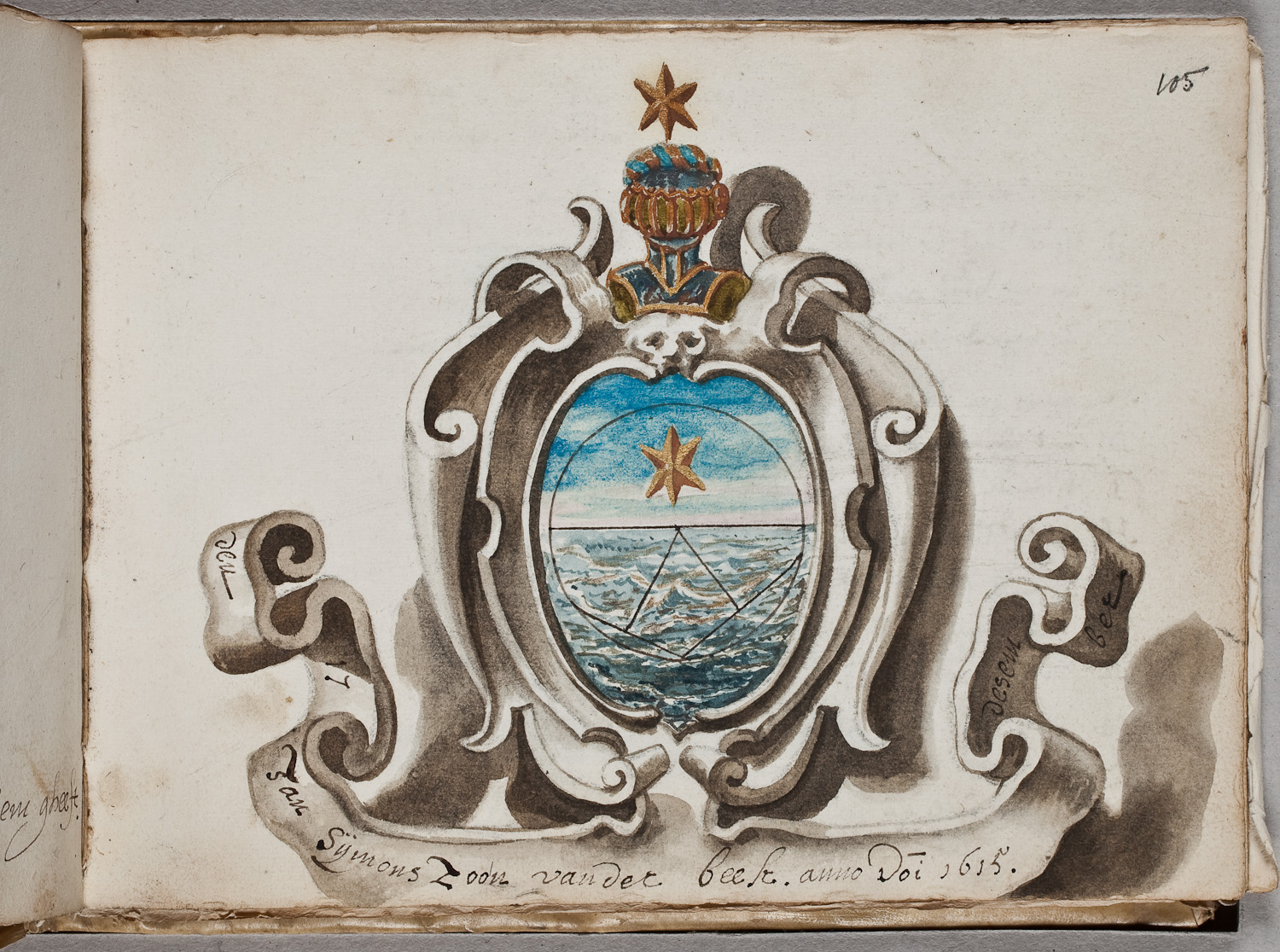
Aquarel door Torrentius (1615) in het album amicorum van Gérard Thibault (KB Den Haag)

Het enig bewaard gebleven schilderij van de hand van Torrentius is in de twintigste eeuw toevallig teruggevonden. Het is gerestaureerd en hangt in het Rijksmuseum Amsterdam. Dit Emblematisch stilleven met kan, glas, kruik en breidel op paneel uit 1614 symboliseert de matigheid, een van de zeven deugden. De tekst op het schilderij luidt "Wat buyten maet bestaet in 't onmaets quaat vergaet", wat bij commentatoren enige verbazing heeft gewekt gezien Torrentius' onmatige levensstijl. De voorstelling op het schilderij vertoont gelijkenis met de gravure op het titelblad van zowel Sinnepoppen als Brabbeling van Roemer Visscher uit hetzelfde jaar, waardoor geopperd is dat beide Amsterdammers in dezelfde kringen verkeerden en mogelijk elkaar inspireerden. De suggestie dat beiden rozenkruisers zouden zijn geweest, is inmiddels afdoende weerlegd.
In de documentaire Mysterious Masterpiece: Cold Case Torrentius (2016) wordt het Emblematisch stilleven opnieuw onderzocht. De filmmakers laten een internationaal gezelschap experts aan het woord over de raadselachtige techniek en de dramatische levensloop van Torrentius. Er komt technisch onderzoek in beeld dat nieuwe inzichten oplevert over de werkwijze van de schilder, al kan op niet alle vragen naar zijn techniek antwoord gegeven worden.

## Torrentius in fictie
- Theun de Vries schreef een roman over de schilder: Torrentius. Het feest en de storm.[11]
- Torrentius is de hoofdpersoon in de roman The Stream and The Torrent (2014) van Brian Howell.[12]
- De Haarlemse Opera voerde in 2014 een pasticcio-opera op over het leven van de schilder: Torrentius, triomf en tragiek van een Haarlemse schilder.[13]

- Biblioteca Nacional de España: XX1522495
- Bibliothèque nationale de France: cb144704975 (data)
- Biografisch Portaal: 48947825
- Digitale Bibliotheek voor de Nederlandse Letteren: torr002
- Gemeinsame Normdatei: 138787360
- International Standard Name Identifier: 0000 0001 2118 4097
- Library of Congress Control Number: nr2003025380
- Nederlandse Thesaurus van Auteursnamen: 149521928
- RKD-Nederlands Instituut voor Kunstgeschiedenis: 77939
- SNAC: w6sn7nkn
- Système universitaire de documentation: 176528857
- Union List of Artist Names: 500004977
- Virtual International Authority File: 4874844
- WorldCat: E39PCjFDWWfhvhrc6Fc4HftKYd